# Morgan Göransson
Morgan Erik Vilhelm Göransson (* 24. November 1972 in Frösön) ist ein ehemaliger schwedischer Skilangläufer.

## Werdegang
Göransson, der für den Åsarna IK startete, gewann mit der schwedischen Skilanglaufstaffel bei den Junioren-Weltmeisterschaften 1991 in Reit im Winkl die Bronzemedaille und bei den Junioren-Weltmeisterschaften im folgenden Jahr in Vuokatti die Goldmedaille. Zu Beginn der Saison 1994/95 holte er in Kiruna mit dem 28. Platz über 10 km klassisch seine ersten Weltcuppunkte. Im weiteren Saisonverlauf kam er viermal in die Punkteränge und erreichte mit dem 32. Platz im Gesamtweltcup sein bestes Gesamtergebnis. Dabei errang er in Sappada mit dem fünften Platz über 10 km Freistil seine beste Einzelplatzierung im Weltcup und mit dem dritten Platz in der Staffel seine erste Podestplatzierung. In der folgenden Saison errang er mit fünf Platzierungen in den Punkterängen den 39. Platz im Gesamtweltcup. Zudem wurde er in Davos Dritter mit der Staffel. In den folgenden Jahren belegte er meist Platzierungen im Mittelfeld. In der Saison 1999/2000 lief er im Sprint dreimal unter die ersten Zehn und erreichte damit den 41. Platz im Gesamtweltcup und den 12. Rang im Sprintweltcup. In der folgenden Saison kam er in Falun mit Platz zwei in der Staffel letztmals im Weltcup auf Podest und belegte bei den nordischen Skiweltmeisterschaften 2001 in Lahti den 23. Platz in der Doppelverfolgung. Seine letzten internationalen Rennen absolvierte er bei den Olympischen Winterspielen 2002 in Salt Lake City. Dort errang er den 27. Platz über 15 km klassisch und zusammen mit Urban Lindgren, Mathias Fredriksson und Niklas Jonsson den 13. Platz in der Staffel. Bei schwedischen Meisterschaften siegte er viermal mit der Staffel von Åsarna IK (1996–1998, 2000).

## Erfolge

### Teilnahmen an Weltmeisterschaften und Olympischen Winterspielen

#### Olympische Spiele
- 2002 Salt Lake City: 13. Platz Staffel, 27. Platz 15 km klassisch

#### Nordische Skiweltmeisterschaften
- 2001 Lahti: 23. Platz 20 km Doppelverfolgung

### Weltcup-Gesamtplatzierungen
| Saison    | Gesamt | Gesamt | Langdistanz | Langdistanz | Sprint | Sprint |
| Saison    | Punkte | Platz  | Punkte      | Platz       | Punkte | Platz  |
| --------- | ------ | ------ | ----------- | ----------- | ------ | ------ |
| 1994/95   | 77     | 32.    | –           | –           | –      | -      |
| 1995/96   | 62     | 39.    | –           | –           | –      | -      |
| 1996/97   | 15     | 68.    | 15          | 41.         | –      | –      |
| 1997/98   | 6      | 85.    | –           | –           | 6      | 70.    |
| 1998/99   | 19     | 68.    | 6           | 63.         | 13     | 74.    |
| 1999/2000 | 133    | 41.    | 6 29        | 66. 1 49. 2 | 98     | 12.    |
| 2000/01   | 92     | 46.    | –           | –           | 26     | 46.    |
| 2001/02   | 32     | 81.    | –           | –           | 14     | 56.    |